# Sporophila americana
El semillero aliblanco, espiguero variable o espiguero enlutado (en Venezuela) (Sporophila americana) es una especie de ave paseriforme de la familia Thraupidae perteneciente al numeroso género Sporophila. Es nativo del norte de América del Sur.

## Distribución y hábitat
Se distribuye por las regiones costeras del noreste de América del Sur, desde el noreste de Venezuela, Trinidad y Tobago, Guyana, Surinam, Guayana francesa y en la porción sur centro oriental de la Amazonia brasileña hasta el noreste de Bolivia; y también en el occidente de la cuenca del Amazonas, desde el sureste de Colombia, este de Ecuador, oeste de la Amazonia brasileña y este de Perú.
Esta especie es considerada poco común en su hábitat predilecto: las áreas de pasto abierto o semiabierto y arbustos, inclusive áreas cultivadas por abajo de los 400 m de altitud.

## Estado de conservación
Sigue siendo bastante común en Surinam, Guayana Francesa y partes de Brasil, y por lo tanto se la considera como de menor preocupación en el catálogo de especies amenazadas de la IUCN. Es rara o poco común en Venezuela y Guyana.

### Amenazas
Esta especie sigue siendo atrapada para el comercio clandestino de aves silvestres en la mayor parte de su zona.

## Descripción
Tiene una longitud total de aproximadamente 11 cm. Los machos adultos tienen un pico negro relativamente grueso. Las partes superiores son de color negro, a excepción de una grupa gris (en realidad, blanco y negro, finamente rayado, pero que sólo es visible de cerca), y dos características barras blancas en las alas, la más baja a menudo menor. Las partes inferiores son de color blanco, a excepción de un amplio collar negro pectoral, a veces reducido o incompleto, y manchas negruzcas en los costados superiores. La hembra tiene un color marrón, dorso oliva pálido y partes inferiores en oliva-ocre. Los ejemplares juveniles se asemejan a las hembras adultas.

## Comportamiento
Normalmente se le ve en parejas o en pequeños grupos, no juntándose a otros grupos de Sporophilas.

### Alimentación
Su dieta se compone de granos y semillas, también se les ha observado consumiendo frutos, como los de Trema micrantha y capturando isópteros en vuelo.

### Reproducción
El nido, en forma de taza rasa, es tejido por la hembra, sobre árboles hasta a cuatro m del suelo, donde incuba dos huevos verdosos manchados de marrón.

### Vocalización
El canto es variable, pero generalmente es una serie rápida y bastante larga de notas musicales revueltas.

## Sistemática

### Descripción original
La especie S. americana fue descrita por primera vez por el naturalista alemán Johann Friedrich Gmelin en 1789 bajo el nombre científico Loxia americana; la localidad tipo es: «Cayena, Guayana francesa».

### Etimología
El nombre genérico femenino Sporophila es una combinación de las palabras del griego «sporos» que significa ‘semilla’, y  «philos» que significa ‘amante’; y el nombre de la especie «americana» se refiere al continente americano.

### Taxonomía
Las especies Sporophila corvina y Sporophila murallae, antes consideradas conespecíficas con la presente, fueron separadas con base en los estudios de Stiles (1996), y la aprobación de la Propuesta No 287 al Comité de Clasificación de Sudamérica (SACC).
Sin embargo, la situación taxonómica de S. murallae fue reevaluada en el año 2022 por el SACC en la Propuesta No 932, donde se demostró una amplia sobreposición en las características de plumaje y una significativa reducción en la brecha geográfica entre las distribuciones de S. murallae y S. americana; como consecuencia se aprobó el tratamiento como la subespecie S. americana murallae, con algunos taxonomistas opinando que puede tratarse apenas de una variación clinal ni siquiera mereciendo el rango de subespecie. El Congreso Ornitológico Internacional (IOC) y Clements checklist/eBird también siguen el tratamiento como subespecie.

### Subespecies
Según las clasificaciones del Congreso Ornitológico Internacional (IOC) y Clements Checklist/eBird se reconocen tres subespecies, con su correspondiente distribución geográfica:
- Sporohila americana americana (Gmelin, 1789) – noreste de Venezuela (Sucre al sur hasta Delta Amacuro) hacia el este a través de las Guayanas, Tobago y norte de Brasil (Amapá y noreste de Pará), también registrada en Maranhão[15] y norte de Tocantins.[16]
- Sporophila americana dispar Todd, 1922 – medio y bajo río Amazonas desde Manacapurú en la margen norte, y río Juruá en la margen sur al este hasta Santarém, en Brasil.
- Sporophila americana murallae Chapman, 1915 – sureste de Colombia, este de Ecuador, noreste de Perú y adyacencias del oeste amazónico de Brasil.